# Villiers-sur-Tholon
Villiers-sur-Tholon – miejscowość i dawna gmina we Francji, w regionie Burgundia-Franche-Comté, w departamencie Yonne. W 2013 roku populacja gminy wynosiła 489 mieszkańców. 
W dniu 1 stycznia 2017 roku z połączenia czterech ówczesnych gmin – Aillant-sur-Tholon, Champvallon, Villiers-sur-Tholon oraz Volgré – utworzono nową gminę Montholon. Siedzibą gminy została miejscowość Aillant-sur-Tholon. 